# Гуардиареджа
Гуардиареджа (итал. Guardiaregia) —  коммуна в Италии, располагается в регионе Молизе, в провинции Кампобассо.
Население составляет 798 человек (2008 г.), плотность населения составляет 19 чел./км². Занимает площадь 41 км². Почтовый индекс — 86014. Телефонный код — 0874.
Покровителем коммуны почитается святитель Николай Мирликийский, празднование 9 мая.

## Демография
Динамика населения:

## Администрация коммуны
- Официальный сайт: http://www.comune.guardiaregia.cb.it/